# Путанс, Роланд
Ро́ланд Пута́нс (латыш. Rolands Putāns; 12 декабря 1988, Прейли) — латвийский футболист, игрок в мини-футбол. Игрок рижского клуба РАБА и сборной Латвии по мини-футболу.

## Карьера
В 2010 году Роланд Путанс был приглашён в ряды клуба «Резекне», в котором он провёл два сезона. 20 октября 2012 года он перешёл в команду РАБА, выступающую в Высшей лиге Латвии.
В сборной Латвии по мини-футболу Роланд Путанс дебютировал 8 октября 2011 года, в товарищеском матче со сборной Эстонии. А свой первый гол за сборную он забил на следующий день, также в матче против сборной Эстонии.